# Alphons Levens
Alphons Maria Levens (Curaçao, 6 maart 1949 – Paramaribo, 2 maart 2023) was een Surinaams dichter en schrijver.

## Biografie
Alphons Levens, zoon van Surinaamse ouders, ging op vijfjarige leeftijd naar Suriname, woonde vanaf 1969 weer op de Antillen, en vervolgens tot 1977 in Nederland waar hij de kweekschool doorliep en psychologie studeerde. Weer terug in Suriname werkte hij als onderwijzer, correspondent van de Hilversumse VARA-radio en als redacteur van het weekblad Pipel. In 1971 had hij zijn debuut gemaakt bij de Vereniging Ons Suriname in Amsterdam met de dichtbundel Bezinning en strijd.
Bekendheid verwierf hij met zijn sinds 1991 frequent verschijnende gedichten in het dagblad De Ware Tijd en de Weekkrant Suriname in Nederland. Hij bundelde ze in Mogelijk (1996), ...want nooit wordt alles gezegd (1998) en Wee het volk dat niet meer denkt! (2002). Op een direct-geëngageerde manier, socialistisch en antimilitaristisch, beschrijft hij het leven van alledag met verwijzingen naar wat er gebeurt op het toneel van de wereldpolitiek. Zijn gedichten hebben een minimum aan poëtische eigenschappen. Uit zijn verhalen, gebundeld in ...en toen was niets mooi meer (1997) spreekt hetzelfde engagement met de gewone mensen die proberen de struggle for life door te komen zonder zich te corrumperen, of naar Nederland te vertrekken. In enkele, sober vertelde verhalen, waaronder Toen verschenen de machines, poogde Levens het oprukken van de moderniteit en de verloedering in het district Commewijne - waar hij als onderwijzer werkt - in beeld te brengen. Ook schreef hij het jeugdverhaal Lucenda verkoopt geschiedenis (2001).
Hij noemde zichzelf een controlfreak die altijd een notitieblok, fototoestellen en taperecorders bij zich had. Voor Pipel interviewde hij verschillende vooraanstaande mensen uit de geschiedenis van Suriname, tot deze na de Decembermoorden van 1982 verboden werd. Hij was een actief lid van het bestuur van Schrijversgroep '77 en bevorderde de positie van schrijvers in de gemeenschap. Hij ondersteunde van het schrijfproces tot aan de levering van boeken aan winkels en bibliotheken, waarmee hij zorgde dat het voor schrijvers een goed beloop kreeg. Ook riep hij de hulp in van vrijwilligers om boeken van Surinaamse schrijvers te promoten.
Alphons Levens was een broer van minister van Onderwijs, Wetenschap en Cultuur Marie Levens en in de Nederland wonende dichteres Polly Levens. Hij was een actief sporter en deed mee aan alle edities van Bigi Broki Waka. Op zijn zeventigste liep hij nog een halve marathon.
Hij was enige tijd ziek en overleed op 2 maart 2023, enkele dagen voor zijn 74e verjaardag, in het Academisch Ziekenhuis Paramaribo. Ter herinnering aan zijn werk en leven initieerde Schrijversgroep '77 op 8 maart een Ode aan Alphons Levens in Tori Oso aan de Fred Derbystraat.

## Over Alphons Levens
- Michiel van Kempen, Een geschiedenis van de Surinaamse literatuur. Breda: De Geus, 2003, deel II, p. 1057.